# Ангальт

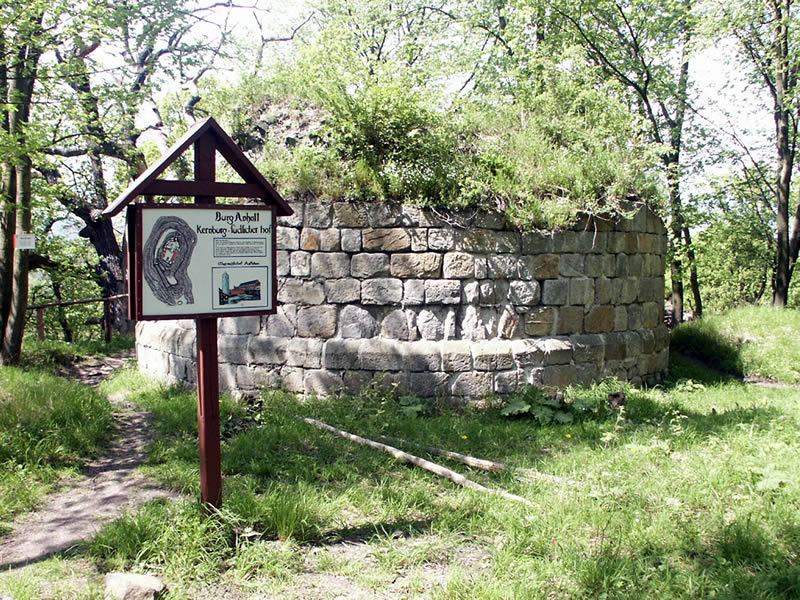
Руїни фортеці Ангальт

Ангальт (нім. Anhalt) — історична область у центральній Німеччині на території землі Саксонія-Ангальт. Своєю назвою сучасний Ангальт завдячує родовій фортеці Асканіїв Ангальт, руїни якої збереглися недалеко від Гарцгероде. Ангальт простягається від східного Гарца до Верліца та від Флемінга до Єсніца.

## Історія
У своїй історії Ангальт пройшов довгий шлях від Ангальтського князівства до Ангальтського герцогства та Вільної держави Ангальт. З 1871 — у складі Німецької імперії. Як політична одиниця Ангальт припинив своє самостійне політичне існування в 1945 році. До 1949 перебував у радянській зоні окупації. Радянська військова адміністрація в 1947 році включила Ангальт до складу землі Саксонія-Ангальт, об'єднавши із Саксонією. У жовтні 1949 року з утворенням НДР увійшов до її складу.
Після об'єднання Німеччини в 1991 році в результаті адміністративної реформи 1994 року в землі Саксонія-Ангальт був утворений район Ангальт-Цербст, який повернув до життя стародавню історичну назву. У ході наступної адміністративної реформи з'явився район Ангальт-Біттерфельд, який незважаючи на свою назву включає території, що ніколи не входили до складу Ангальту (наприклад, Біттерфельд).